# Mio (ナレーター)
mio（みお、1985年12月25日 - ）は、日本の声優、ナレーター、ラジオパーソナリティ。滋賀県出身。身長147cm。所属事務所はキャラ。

## 人物
- クラーク記念国際高等学校、関西文化芸術学院卒業。

## 出演

### ラジオパーソナリティ
- FM滋賀「Spice-e」
- FM宝塚「治虫くらぶ」
- FM滋賀「Radiomax」第3週目レギュラー

### 番組ナレーション
- 山のぼり大好き
- 温泉女子（ナレーション、温田ゆっか）
- 欽ちゃんのニッポン元気化計画
- やったね完全GET コンプリ!〜全部って気持ちイイ〜
- よゐドル〜真剣アイドル これが私の生きる道〜
- ワンダフルソウル〜韓国Tripでキレイ＆ハッピー〜
- ビーバップハイヒール（ボイスオーバー）
- ニッポンのぞき見太郎
- 怪談グランプリ2017 冬の怪
- DAIGOも台所〜きょうの献立何にする?〜（2024年7月29日 - 、ピンクペッパーさん）

### VPナレーション
- 滋賀県「子ども虐待ってなに??」
- 大阪市「知ってる?知りたい!おおさかデータランド」
- 大阪ガス
- ラウンドワン
- 個別館
- PIAS group

### CMナレーション
- イオン
- 大丸松坂屋うふふガールズ
- H.Ⅰ.S
- アコーディアゴルフ
- アサヒペン
- 京都市映画広報
- 四海楼
- P-ROOTs
- ジャンボ宝くじチャンスビジョン
- ジャンボカラオケ広場
- ミツカン
- 伊藤ハム
- Dole

### イベント
- 文部科学省「エジソンのハテナ?実験室」エジソン 役
- よしもとお笑いライブMC 宝塚市立手塚治虫記念館ミュージアム トークショーMC

### ゲーム
時期不明
- プリクラ
  - 「ミッキーマウスHi!CHEESE」
  - 「VIVA女子」
  - 「美女カクテル」
  - 「OH MY GIRL」

2000年代
- プリクラ リラックマ いっしょにしょっと（2008年）
- 豪血寺一族 先祖供養（2009年、大山凛）

2010年代
- プリクラ ViVa女子（2012年）
- THE KING OF FIGHTERS XIV（2016年、シルヴィ・ポーラ・ポーラ）
- ニーア オートマタ（2017年、闘技場司会者）
- THE KING OF FIGHTERS ALLSTAR（2019年、シルヴィ・ポーラ・ポーラ）

2020年代
- THE KING OF FIGHTERS XV（2023年、シルヴィ・ポーラ・ポーラ） - DLC追加キャラクター

### パチンコ
- CR豪血寺一族 トーナメントエディション（2010年、大山凛）
- 海物語シリーズ（ウリン）

### CM
- わかさ生活ソフィアローズ みきちゃん 役

### その他
- 心斎橋筋商店街（街内放送）
- BIVRE（館内放送）
- 日本コスモトピア学習ソフト「パソコンくらぶ」
- リポーターズネットワーク（リポーター、ナビゲーター）